# Шёльд, Ханнес
Йоханнес (Ханнес) Эвелинус Шёльд (швед. Johannes (Hannes) Evelinus Sköld; 20 сентября 1886 — 14 сентября 1930) — шведский социалист и антимилитарист, лингвист, педагог, писатель
, поэт, автор песен и общественный деятель.

## Биография
Йоханнес Шёльд родился в Хебю. Большую часть своего детства он провел в Китае, где его родители занимались миссионерством. Его брат Отте Шёльд стал известным художником. Его семья вернулась в Швецию в 1897 году и поселилась в городе Норрчёпинг, где он подружился с Туре Нерманом. После окончания гимназии он переехал в Гётеборг, чтобы учиться в Гётеборгском университете. Там Ханнес Шёльд познакомился с Цетом Хёглундом и вместе с ним стал активно участвовать в рабочем движении (в особенности в революционном юношеском) на левом фланге. 
В молодости, в среде богемы, Ханнес Шёльд путешествовал по Европе, жил в Париже и Копенгагене, работая корреспондентом различных шведских газет. Свой первый сборник стихов он опубликовал в 1911 году. В том же году он был заключён в тюрьму Лонгхольмен за распространение антимилитаристской пропаганды. В 1912 году вышла его вторая книга, написанная в тюрьме. Среди его наиболее популярных текстов — «Första maj», которая до сих пор остаётся одной из самых распеваемых первомайских песен в шведском рабочем движении. Он поддерживал тесные контакты с несколькими русскими революционерами, жившими в изгнании в Швеции, и был переводчиком Александры Коллонтай во время её лекционного турне по Швеции в 1912 году. 
После переезда в Лунд он получил степень магистра гуманитарных наук в Лундском университете в 1916 году и степень доктора философии в 1922 году за диссертацию о сдвиге акцента в штокавском диалекте сербскохорватского языка. В том же году он был назначен доцентом кафедры славянских языков и сравнительного языкознания, а в 1926 году — доцентом по сравнительному индоевропейскому языкознанию. Также написал несколько научных работ на немецком и английском языках, в том числе о древнеиндийском лингвисте Панини. 
Как языковед работал в области славянских, иранских, индийских и финно-угорских языков. В лингвистике он специализировался на изучении пограничных сдвигов между различными языковыми семьями и в 1928 году совершил исследовательскую поездку на Памир в СССР для изучения таджикские говор как древних персидских диалектов. В вопросах общего языковедения он стоял на позициях ортодоксального компаративизма, критикуя с этих позиций псевдонаучную яфетическую теорию, получившую хождение в Советском Союзе (брошюра «Zur Verwandtschaftslehre: die kaukasische Mode», Lund, 1929). Предложил термин Индо-уральская семья для поддерживаемой им гипотезы.
В 1929 году он занял должность экстраординарного профессора в Лундском университете; эксперты рекомендовали его на роль штатного профессора, но университет, тем не менее, посчитал, что его компетентность не может быть подтверждена. Это привело к спору о том, были ли истинным основанием для такого решения политическая позиция и деятельность Шёльда, ведь за его революционные взгляды его преследовали реакционные круги шведских учёных, которые всеми силами стремились воспрепятствовать получению им должности профессора.
Ведь наряду со своими научными исследованиями Шёльд также занимался  социалистической агитацией. Когда в 1917 году Социал-демократическая рабочая партия Швеции раскололась, он стал коммунистом, присоединившись к левосоциалистическому отколу Хёглунда, который в 1921 году принял название Коммунистической партии Швеции. Официально вступил в неё в 1927 году и работал в её рядах до самой смерти.  
После русской революции как горячий её сторонник, восторженно приветствовавший большевизм, он отправился в Россию и получил должность в генеральном консульстве Швеции в Москве до 1918 года. Он выучил русский язык и перевёл на шведский язык некоторые работы видных большевистских лидеров. Он также перевёл работы Карла Маркса и Августа Бебеля. В 1921 году Шёльд был соучредителем Шведской ассоциации «Кларте», затем с 1924 по 1926 год был редактором её журнала «Clarté». 
Шёльд умер 14 сентября 1930 года в Хёёре в 44-летнем возрасте.